# HC Luzern
Der HC Luzern ist ein Schweizer Eishockeyklub aus Luzern, der 1998 gegründet wurde und heute in der viertklassigen 1. Liga spielt. Seine Heimspiele trägt der Verein im regionalen Eiszentrum Luzern (bis 2013 Swiss Life Arena) aus, welche 3968 Zuschauer fasst. Der Verein pflegt Partnerschaften mit den Junioren des EV Zug, dem SC Reinach und dem EHC Engelberg.

## Geschichte
Der HC Luzern wurde 1998 als Nachfolgeverein des wegen finanzieller Probleme aufgelösten SC Luzern gegründet und trug seine Heimspiele zunächst in der Kunsteisbahn Tribschen aus, welche als Swiss-Life Arena gesamterneuert wurde.
Dem Verein fehlten zum Überleben lediglich 250.000 Schweizer Franken, die laut einem Zeitungsbericht der Neuen Luzerner Zeitung vom 5. Oktober 2010 als Unterstützungsbeitrag von der Stadt Luzern verweigert wurden.
Der Verein stieg schnell in die 2. Liga auf und scheiterte regelmäßig am Aufstieg in die 1. Liga. Gegen Gegner wie die Erzrivalen EHC Seewen, HC Ceresio oder dem SC Weinfelden unterlag die Mannschaft jeweils spätestens im Play-off-Finale. Der Verein litt unter einem Zuschauerschwund aufgrund der Erfolglosigkeit und grosser Konkurrenz durch den Fussballverein FC Luzern.
Nach vier Saisons unter Thomas Balada (Wechsel als Assistenztrainer zum 1. Ligisten EHC Seewen), stand in der Saison 2012/13 der Slowake Milan Mrukvia als neuer Cheftrainer an der Bande mit dem Ziel, die teils neu zusammengestellte Mannschaft in die Playoffs zu führen. In der Saison 2018/19 stieg der HC Luzern am grünen Tisch in die 1. Liga auf.
Mit einem 3:2-Sieg über den Erstligisten EHC Uzwil qualifizierte sich der HC Luzern am Dienstag, 5. Februar 2019 für die erste Hauptrunde des Schweizer Cups der Saison 2019/20 und feierte damit den grössten Erfolg in seiner 21-jährigen Vereinsgeschichte. Auf dem Weg dorthin überstand der HCL insgesamt sechs Qualifikationsrunden und schaltete dabei mit dem HC Prättigau-Herrschaft (4:2) und dem EC Wil (4:0) noch zwei weitere höherklassige Vereine (beides Mannschaften aus der 1. Liga) aus. Damit verblieb der HCL als einziger Zweitligist im Cup und durfte im Spätsommer 2019 auf einen namhaften Gegner aus der National League oder Swiss League hoffen.

## Bekannte ehemalige Trainer
- Arno Del Curto (SC Luzern)

## Bekannte ehemalige Spieler
- Andreas Hänni (SC Luzern)
- Richard Bucher (SC Luzern)
- Robert Guillet (SC Luzern)
- Tommy Samuelsson (SC Luzern)
- Sven Stillhardt (SC Luzern)
- Reto Kobach (SC Luzern Junioren)
- Fabian Schnyder (SC Luzern Junioren)
- Grégory Sciaroni (HC Luzern)
- Raphael Vassanelli (HC Luzern)
- Devin Muller (HC Luzern)
- Luca Frei (HC Luzern Junioren)
- Lino Martschini (HC Luzern Junioren)
- Yannick Hänggi (HC Luzern Junioren)
- Rick Mettler (SC Luzern)